# (17637) Blaschke
(17637) Blaschke est un astéroïde de la ceinture principale.

## Description
(17637) Blaschke est un astéroïde de la ceinture principale. Il fut découvert le 11 août 1996 à Prescott (Arizona) par Paul G. Comba. Il présente une orbite caractérisée par un demi-grand axe de 2,38 UA, une excentricité de 0,14 et une inclinaison de 7,4° par rapport à l'écliptique.

## Compléments